# Einstein-Infeld-Hoffmann-Gleichung
Die Einstein-Infeld-Hoffmann-Gleichung ist eine Bewegungsgleichung, die gemeinsam von Albert Einstein, Leopold Infeld und Banesh Hoffmann entwickelt wurde.
Es ist eine Differentialgleichung, die die Kinetik eines Systems aus punktförmigen Massen unter gegenseitiger Gravitationsanziehung
näherungsweise unter Berücksichtigung von allgemein-relativistischen Effekten beschreibt.
Sie benutzt eine post-newtonsche Erweiterung erster Ordnung und ist damit in Bereichen gültig, in denen die Geschwindigkeiten der Massen klein im Vergleich zu der Lichtgeschwindigkeit und die Gravitationsfelder, die auf sie wirken, entsprechend schwach sind.
Für ein System aus {\displaystyle N} Massen, die durch die Indizes {\displaystyle A=1,\dotsc ,N} bezeichnet werden, 
ist der baryzentrische Beschleunigungsvekter des Körpers {\displaystyle A} gegeben durch:
{\displaystyle {\begin{aligned}{\vec {a}}_{A}&=\sum _{B\not =A}{\frac {Gm_{B}{\vec {n}}_{BA}}{r_{AB}^{2}}}\\&\quad +{\frac {1}{c^{2}}}\sum _{B\not =A}{\frac {Gm_{B}{\vec {n}}_{BA}}{r_{AB}^{2}}}\left[v_{A}^{2}+2v_{B}^{2}-4({\vec {v}}_{A}\cdot {\vec {v}}_{B})-{\frac {3}{2}}({\vec {n}}_{AB}\cdot {\vec {v}}_{B})^{2}\right.\\&\qquad \left.-4\sum _{C\not =A}{\frac {Gm_{C}}{r_{AC}}}-\sum _{C\not =B}{\frac {Gm_{C}}{r_{BC}}}+{\frac {1}{2}}(({\vec {x}}_{B}-{\vec {x}}_{A})\cdot {\vec {a}}_{B})\right]\\&\quad +{\frac {1}{c^{2}}}\sum _{B\not =A}{\frac {Gm_{B}}{r_{AB}^{2}}}\left[{\vec {n}}_{AB}\cdot (4{\vec {v}}_{A}-3{\vec {v}}_{B})\right]({\vec {v}}_{A}-{\vec {v}}_{B})\\&\quad +{\frac {7}{2c^{2}}}\sum _{B\not =A}{\frac {Gm_{B}{\vec {a}}_{B}}{r_{AB}}}\end{aligned}}}
Dabei gilt:
{\displaystyle {\vec {x}}_{A}} ist der baryzentrische Ortsvektor des Körpers {\displaystyle A}
{\displaystyle {\vec {v}}_{A}=d{\vec {x}}_{A}/dt} ist der baryzentrische Geschwindigkeitsvektor des Körpers {\displaystyle A}
{\displaystyle {\vec {a}}_{A}=d^{2}{\vec {x}}_{A}/dt^{2}} ist der baryzentrische Beschleunigungsvektor des Körpers {\displaystyle A}
{\displaystyle r_{AB}=|{\vec {x}}_{A}-{\vec {x}}_{B}|} ist der metrische Abstand der Körper {\displaystyle A} und {\displaystyle B}
{\displaystyle {\vec {n}}_{AB}=({\vec {x}}_{A}-{\vec {x}}_{B})/r_{AB}} ist der Einheitsvektor, der von Körper {\displaystyle B} auf Körper {\displaystyle A} zeigt
{\displaystyle m_{A}} ist die Masse des Körpers {\displaystyle A}.
{\displaystyle c} ist die Lichtgeschwindigkeit
{\displaystyle G} ist die Gravitationskonstante.
Der erste Term auf der rechten Seite entspricht der newtonschen Gravitationsbeschleunigung auf {\displaystyle A}. 
Im Grenzwert {\displaystyle c\to \infty } erhält man die newtonsche Bewegungsgleichung.
Die Beschleunigung eines bestimmten Körpers hängt von den Beschleunigungen aller anderen Körper ab. 
Da der Beschleunigungsvektor auf beiden Seiten der Gleichung auftaucht, muss das Gleichungssystem iterativ gelöst werden.
In der Praxis genügt jedoch die newtonsche Bewegungsgleichung, um genügend Genauigkeit zu erreichen.

## Anwendung
Die Einstein-Infeld-Hoffmann-Gleichung findet Anwendung in der Bestimmung des International Celestial Reference System (ICRF). Dazu wird die Ephemeriden der Planeten durch Integration der Gleichung berechnet, woraus die dynamische Realisierung des ICRF resultiert.